# 丸山直美
丸山直美（日语：／ Maruyama Naomi，3月1日—）是一名日本女性聲優，青森縣出身，LAL所屬。

## 簡歷
出身於Studio Cambria。曾隸屬於ACT.OZ。

## 人物
興趣是捐血和觀看恐怖片，特長則是滑雪和說津輕方言。據說捐血次數已超過100次。
在2019年7月14日舉行的「XFLAG PARK 2019」活動中，於「天聖聲優試鏡」的最終審查中被選為《怪物彈珠》中天聖霍德一角的聲優。之後在配音時，由於受到試鏡時所演出的形象影響，被告知「不需要那麼高的聲音也可以喔」，因此修正起來相當困難。

## 演出作品
※粗體字為主要角色。

### 電視動畫
2014年
- 蟲師 續章（小孩）

2015年
- 潮與虎（婢妖、側室A）

2016年
- 超時空要塞Δ（阿姨、老婆婆）
- Concrete Revolutio～超人幻想～THE LAST SONG（電影的客人）

2017年
- 鬼平（女房）
- 妖怪手錶（節子）
- 我的英雄學院（學生）
- 動畫同好會（六本木透[7]、放送部員）

2018年
- 新幹線戰士（班主任老師、阿姨、長岡祈、妻）
- 我的英雄學院 第3期（阿姨HUC）
- 進擊的巨人 第3期（迪莫的妻子）
- 傀儡馬戲團（體育教師）

2019年
- 傀儡馬戲團（葬禮參列者、留、老人）

2020年
- 新原子小金剛
- 更多！認真地不認真的怪俠佐羅利（媽媽、冷笑話夫人、王妃）
- 高校之神（李馬林[8]）

2021年
- 更多！認真地不認真的怪俠佐羅利 第2系列（阿姨）
- 真白之音（小白）
- 通靈王（老婆）
- 新幹線戰士Z（教師）

2023年
- MF GHOST 燃油車鬥魂（主婦）

2024年
- 迷宮飯（女獸人）
- 通靈王FLOWERS（女學生A）
- 新幹線戰士 Change the World（老婆婆、紫苑祖母）
- 寶可夢 地平線（女性）
- 我的英雄學院 第7期（村民）

2025年
- 正義使者 -我的英雄學院之非法英雄-（主婦）

### OVA
2008年
- がんばれ!メメ子ちゃん（岸田）

2014年
- 眷戀你的溫柔（黑田〈少年〉）

### 網路動畫
2014年
2019年
- 怪物彈珠（天聖霍德[9]）

2023年
- PLUTO ～冥王～（導遊）

### 遊戲
2013年
- GUN SPIRITS（アンコック）
- 為我而生2：七星的引導和馬茲爾的噩夢
- 封印
- 風雨來記3（轍、男性 他）

2014年
- （十七夜朔真）
- 100TURN勇者（有錢的年輕人）

2015年
- TO-FU POP!（数キャラ）

2016年
- 蒼藍雷霆 GUNVOLT 2
- [10]
- （C君[11]）
- （[12]）
- 擂臺☆夢想 女子摔角大戰（[13]）

2023年
- 名偵探皮卡丘 閃電回歸

## 外部連結
- 丸山ナオミ｜Lal Official
- 丸山直美的X（前Twitter）[]
- 丸山ナオミのプロフィール・画像・写真 - WEBザテレビジョン
- 丸山ナオミの解説 - goo人名事典
- 丸山直美 - allcinema